# 테간 & 케일런
테간 & 케일런은 미국의 음악 그룹이다. 2018년 디지털 싱글 [Ima Kimi Omowu (今キミ想う) / Perfect Day]로 데뷔했다.

## 방송
- 창 아시아 타일랜드 (2024)

## 음반
- Ima Kimi Omowu / Perfect Day (今キミ想う / Perfect Day) (2018)
- Tegan & Kaylen (2018)